# محافظة كامبونغ ثوم
محافظة كامبونغ ثوم (بالإنجليزية: Kampong Thom Province)‏ هي محافظة في كمبوديا، تتبع كمبوديا، بلغ عدد سكانها 708٬398 نسمة، عاصمتها Kampong Thom city ‏، تبلغ مساحتها 13٬814٫0 كيلومتر مربع.

## معرض صور

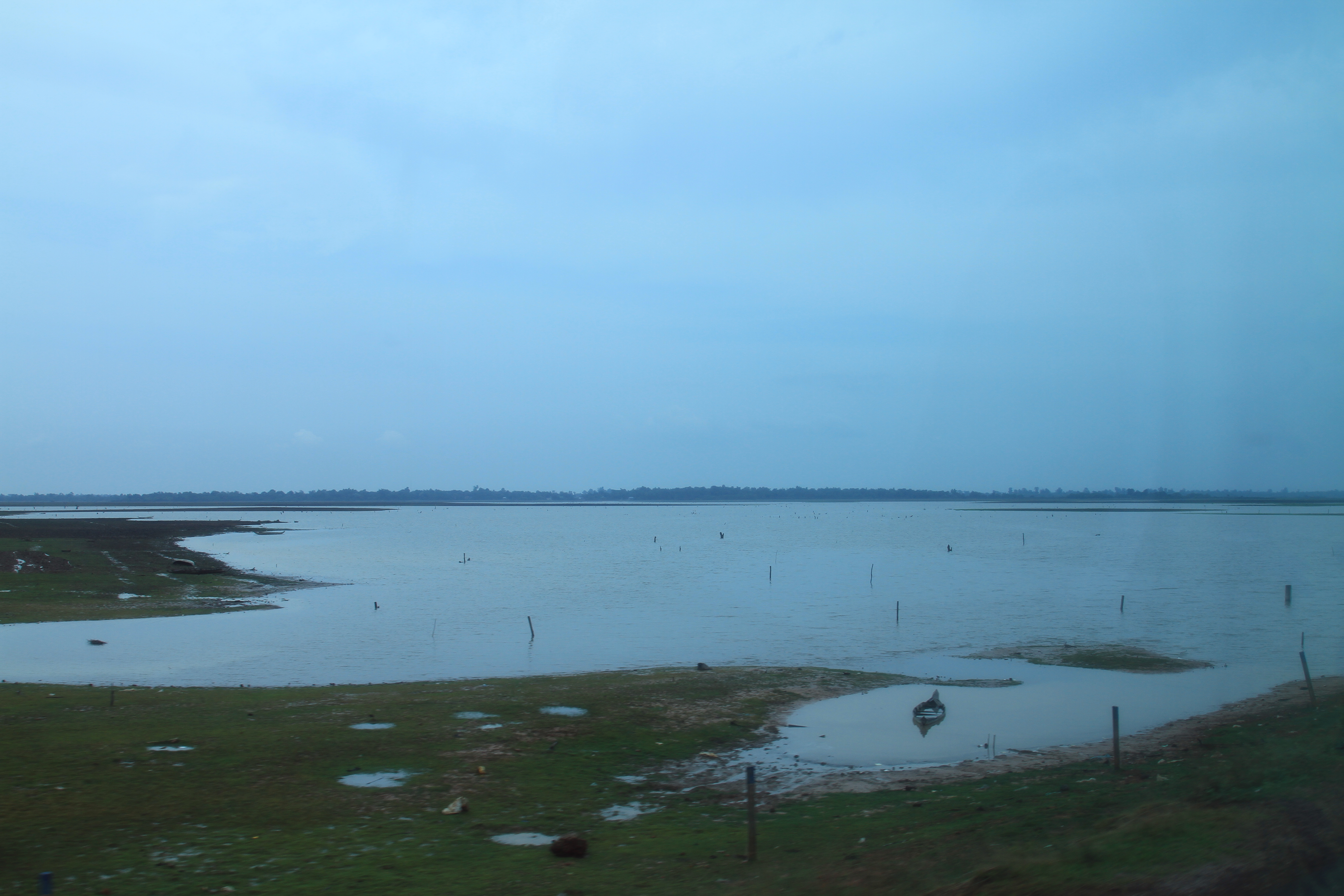
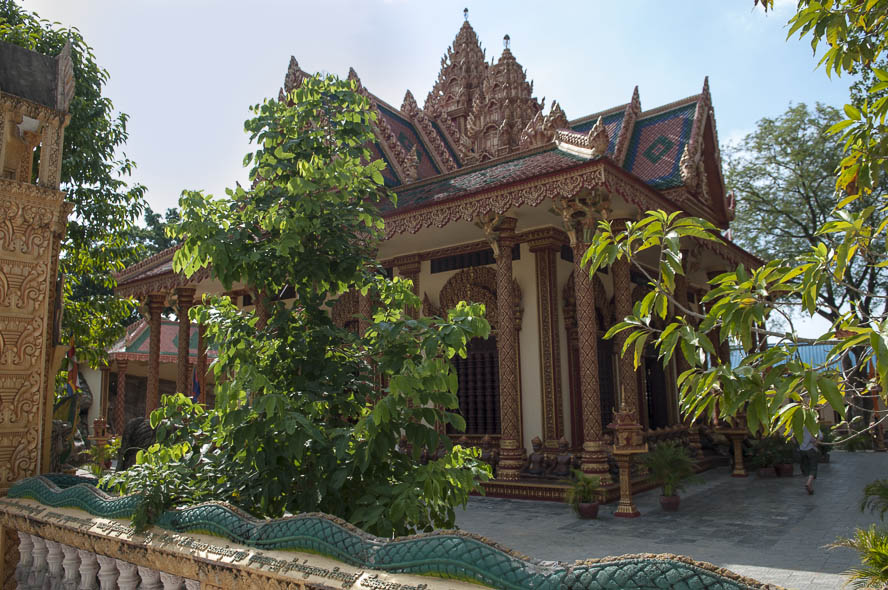
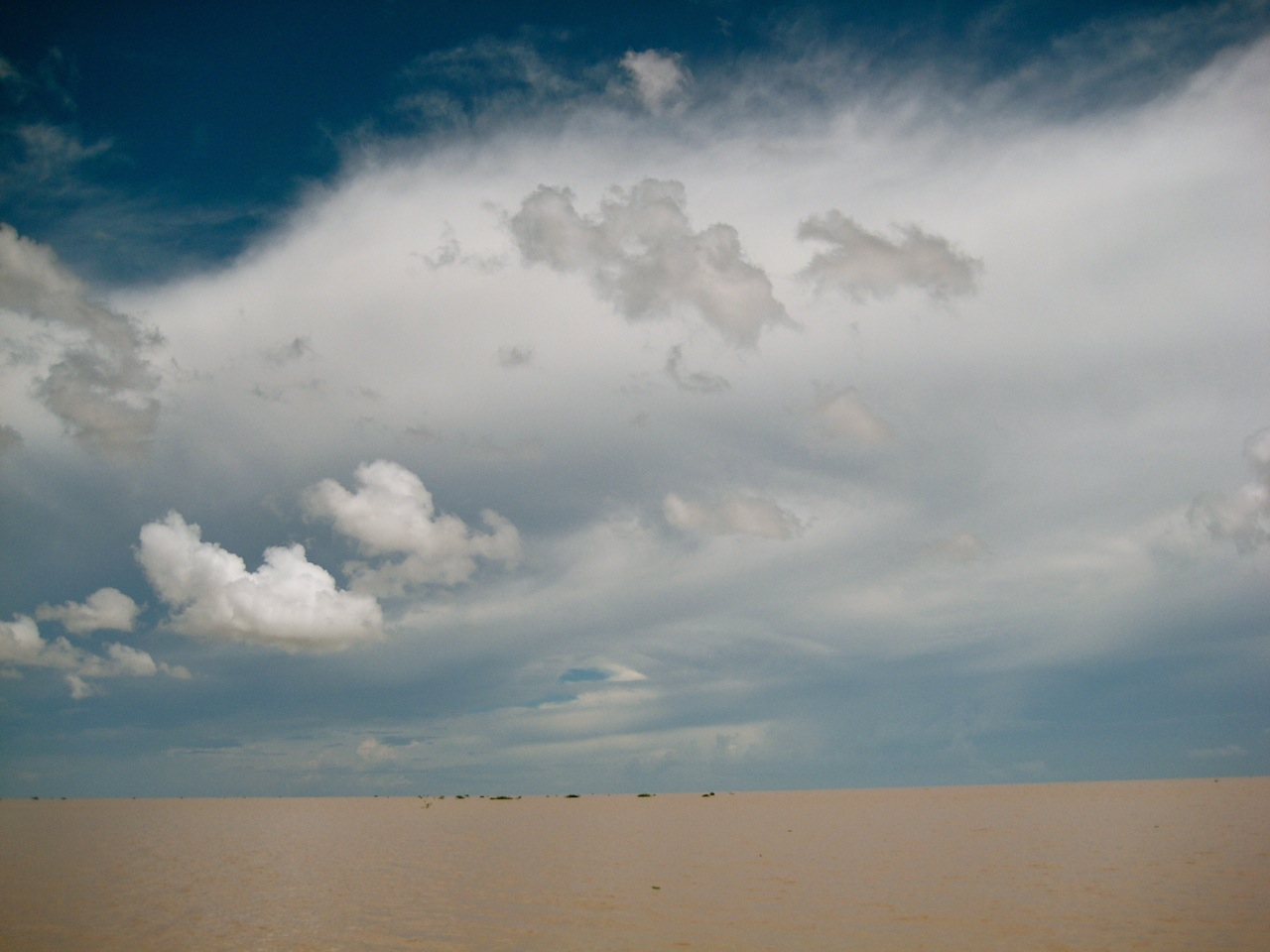
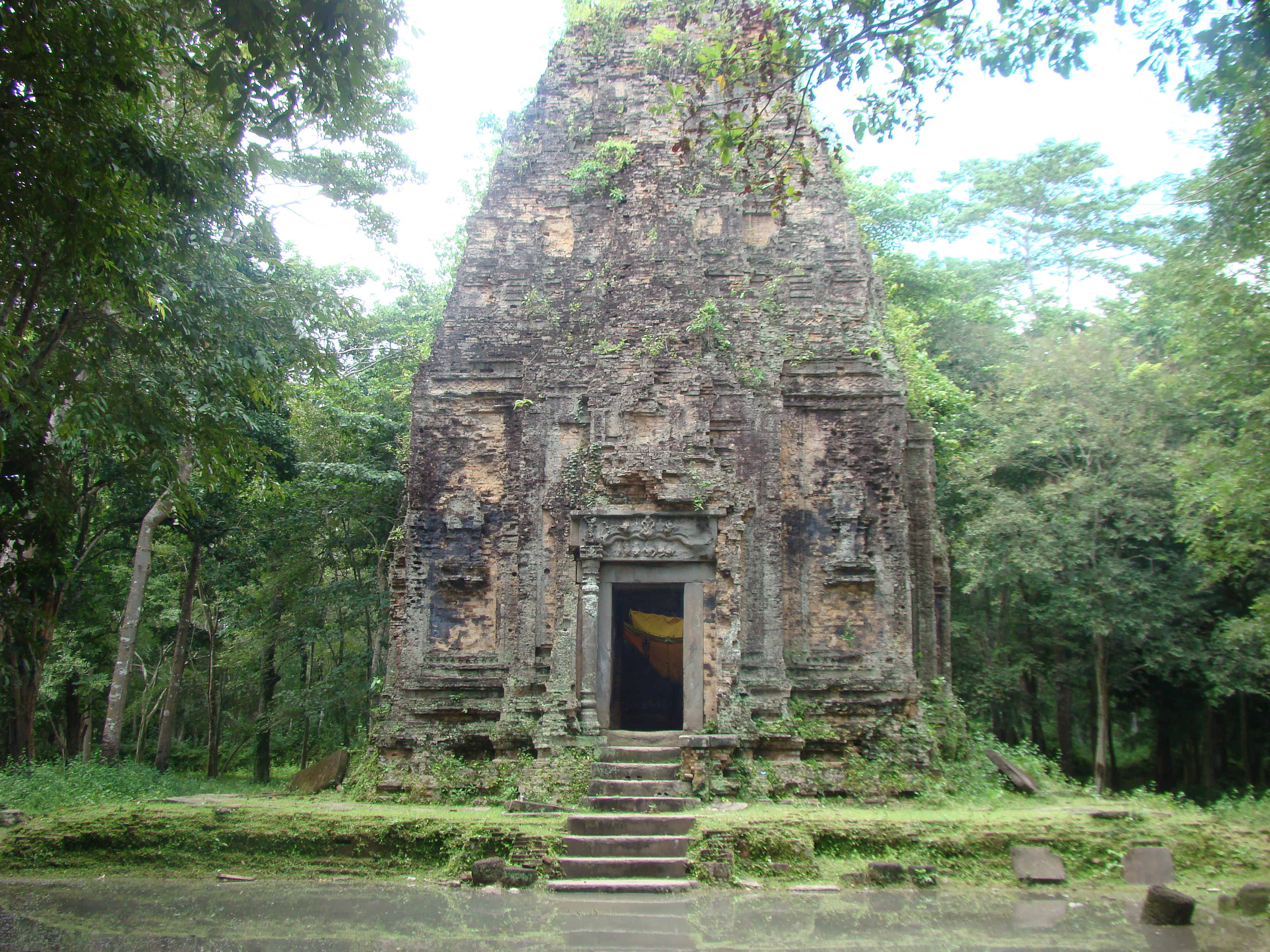

## الموقع
تشترك في الحدود مع:
- محافظة برياه فيهير
- مقاطعة كامبونغ تشام.

## التقسيمات الإدارية
- Baray district [الإنجليزية]‏
- Kampong Svay district [الإنجليزية]‏
- Steung Saen Municipality [الإنجليزية]‏
- Prasat Balangk District [الإنجليزية]‏
- Prasat Sambour District [الإنجليزية]‏
- Sandan District [الإنجليزية]‏
- Santuk District [الإنجليزية]‏
- Stoung District [الإنجليزية]‏.